# Опсада Дубровника (886)
Опсада Рагузе (савремени Дубровник) је почела 866. године од стране Аглабида из Ифрикије и трајала је петнаест месеци, почев од 866. до укидања опсаде при приближавању византијске флоте 868. године.
Неуспех опсаде и поновно појављивање Ромеја у региону Далмације сигнализирали су почетак нове политике Далмације. византијског цара Василија I. Њени непосредни ефекти били су поновно успостављање византијске власти тамо у виду Теме Далмације и христијанизација Словена западног Балкана, али је у року од неколико година довео до обнове византијског ангажмана и присуства и у јужној Италији..

## Позадина
На почетку владавине Василија Македонског 867. године, византијска власт над Сицилијом и јужном Италијом била је знатно смањена услед ширења Аглабида из Ифрикије. На западном Балкану, Срби су одбацили византијску доминацију и поново потврдили своју независност. Као резултат тога, Јадранско море је постало плен и словенских и сараценских гусара, први који су деловали са обала Далмације, а други из својих јужних италијанских база у Барију, Таранту и Бриндизију.

## Опсада и последице
Према унуку Василија, цару Константину VII Порфирогенету из 10. века, Аглабиди су 866. године покренули велики поморски поход на обале Далмације, са 36 бродова под командом „Солдана“ (Савдан, Агхлабида од Барфуна, и Калфуна Самира). Бербер. Аглабидска флота је опљачкала градове Бутова (Будва), Роса (Рисан) и Декатера (Котор), пре него што је pokrenula опсадu Рагузe (Дубровникa). Дубровчани су петнаест месеци успевали да се одупру опсади Аглабида, али како им је снага опадала, послали су изасланике у Цариград да траже помоћ. Цар Василије је пристао да им помогне и опремио је флоту од наводно 100 бродова, под командом искусног и способног патрикија Никете Орифа. Сазнавши за његов polayak од неких дезертера, Сарацени су напустили опсаду и вратили се у Бари.
Ова експедиција је била први пример нове, асертивне спољне политике коју је Василије фаворизовао на Западу. Орифово „показивање заставе“ имало је брзе резултате, пошто су словенска племена послала изасланике цару, још једном признајући његову власт. Василије је послао чиновнике, агенте и мисионаре у регион, обнављајући византијску власт над приморским градовима и крајевима у виду нове теме Далмације, а остављајући српске племенске кнежевине у залеђу углавном аутономне под сопственим владарима. У ово време почиње обимна христијанизација Срба.
Да би обезбедио своје далматинске поседе и контролу над Јадраном, Василије је схватио да мора да неутралише базе Сарацена у Италији. У том циљу, 869. године, Орифа је предводио другу флоту, укључујући бродове из Рагузе који су превозили српске контингенте, у заједничком настојању да заузме Бари са Лујем II Италијаном. Иако је овај покушај пропао, две године касније Бари је пао у руке Луja. Коначно, 876. године град је дошао под византијску контролу, формирајући престоницу и језгро нове византијске провинције, касније теме Лонгобардије. Тиме је започела више од деценије дуга византијска офанзива која је повратила царску контролу над већим делом јужне Италије, која ће трајати до 11. века.